# The Set Up (film, 2019)
Pour les articles homonymes, voir The Set-Up.
Pour plus de détails, voir Fiche technique et Distribution.
The Set Up est un thriller nigérian réalisé par Niyi Akinmolayan, sorti en 2019. 

## Synopsis
Le film est en quatre parties : Chike, Motunrayo, Grace et Madame, qui déploient les différences facettes du piège.
Chike et Grace sont d'inséparables amies. Chike donne un million de nairas au père de Grace pour la sauver d'un mariage non désiré. Pour rembourser cet argent, elle doit passer de la drogue. Madame les prévient d'une rafle, en échange de quoi elles doivent travailler pour elles dans son entreprise de chantage. Elles doivent aider Edem à piéger une riche héritière, Motunrayo. Motunrayo se sent coupable de la mort accidentelle, de sa sœur Charity, née d'un adultère de son père. 

## Fiche technique
- Titre original : The Set Up
- Durée : 103 minutes
- Réalisation : Niyi Akinmolayan
- Scénario : Chinaza Onuzo
- Photographie : Muhammad Atta Ahmed
- Musique : Gray Jones Ossai
- Production : InkBlot Productions, FilmOne Distribution, Anakle Films
- Lieux de tournage : Lagos
- Langues : anglais
- Date de sortie : 9 août 2019

## Distribution
- Adesua Etomi : Chike Ekeh
- Kehinde Bankole : Grace
- Dakore Egbuson-Akande : Motunrayo
- Tina Mba : Madame / Enitan
- Jim Iyke : Edem Nuckbur, l'oncle de Motunrayo
- Joke Silva : Toyin Elesho, la mère de Motunrayo et Bamidele
- Ayoola Ayolola : Bamidele, le frère de Motunrayo
- Uzor Arukwe : Dimeji, le pasteur
- Marie Humbert : Kelly Spencer, une agent de la National Drug Law Enforcement Agency

## Accueil critique
Pour Pulse, « depuis la scène d'introduction, le réalisateur ne laisse aucune place à l'ennui », avec un « film plein de suspense, d'action, et délicieusement tordu ».
Une critique de Medium repère de subtiles allusions LGBT dans la relation entre Chike et l'agent Kelly et apprécie une « histoire imprévisible », mais regrette le trop grand nombre de retournements de situation. 
Un autre critique de Medium loue le talent des actrices et l'ingéniosité de l'intrigue.